# لوفينغتون (نيومكسيكو)
لوفينغتون (بالإنجليزية: Lovington)‏ هي إحدى مدن ولاية نيومكسيكو في الولايات المتحدة الأمريكية.

## التركيبة السكانية
حدّد مكتب تعداد الولايات المتحدة بيانات التركيبة السكانية للوفينغتون في تعداد الولايات المتحدة. في ما يلي، التركيبة السكانية حسب تعدادي 2000 و2010.

### تعداد عام 2000
بلغ عدد سكان لوفينغتون 9,471 نسمة بحسب تعداد عام 2000، وبلغ عدد الأسر 3,297 أسرة وعدد العائلات 2,458 عائلة مقيمة في المدينة. في حين سجلت الكثافة السكانية 321.1 نسمة لكل كيلومتر مربع (831.6/ميل2). وبلغ عدد الوحدات السكنية 3,823 وحدة بمتوسط كثافة قدره 129.6 لكل كيلومتر مربع (335.7/ميل2).
وتوزع التركيب العرقي للمدينة بنسبة 59.85% من البيض و3.03% من الأمريكيين الأفارقة و0.78% من الأمريكيين الأصليين و0.48% من الأمريكيين ذوي الأصول الآسيوية و0.06% من سكان جزر المحيط الهادئ و32.74% من الأعراق الأخرى و3.06% من عرقين مختلطين أو أكثر و52.12% من الهسبانيون أو اللاتينيون من أي عرق.
بلغ عدد الأسر 3,297 أسرة كانت نسبة 45.6% منها لديها أطفال تحت سن الثامنة عشر تعيش معهم، وبلغت نسبة الأزواج القاطنين مع بعضهم البعض 57% من أصل المجموع الكلي للأسر، ونسبة 13% من الأسر كان لديها معيلات من الإناث دون وجود شريك،  بينما كانت نسبة 4.6% من الأسر لديها معيلون من الذكور دون وجود شريكة وكانت نسبة 25.4% من غير العائلات. تألفت نسبة 22.8% من أصل جميع الأسر من عدة أفراد يعيشون في نفس المنزل ونسبة 11.5% كانت تتألف من شخص يعيش بمفرده يبلغ من العمر 65 عاماً أو أكثر. وبلغ متوسط حجم الأسرة المعيشية 2.80، أما متوسط حجم العائلات فبلغ 3.29.
بلغ العمر الوسطي للسكان 30.6 عاماً. وكانت نسبة 31.7% من القاطنين تحت سن الثامنة عشر، وكانت نسبة 10.3% بين الثامنة عشر والرابعة والعشرين عاماً، ونسبة 24.9% كانت واقعةً في الفئة العمرية ما بين الخامسة والعشرين والرابعة والأربعين عاماً، ونسبة 18.6% كانت ما بين الخامسة والأربعين والرابعة والستين، ونسبة 12% كانت ضمن فئة الخامسة والستين عاماً فما فوق. يوجد لكل 100 أنثى 94.3 ذكر، ويوجد لكل 100 أنثى في الثامنة عشر من عمرها فما فوق 90.8 ذكر.
بلغ متوسط دخل الأسرة في المدينة 26,458 دولارًا، أما متوسط دخل العائلة فبلغ 30,064 دولارًا. وكان متوسط دخل الذكور 28,547 دولارًا مقابل 19,826 دولارًا للإناث. وسجل دخل الفرد الخاص بالمدينة 12,752 دولارًا. وكانت نسبة 20.1% من العائلات ونسبة 22.1% من السكان تحت خط الفقر، وكان من هؤلاء نسبة 28.8% تحت سن الثامنة عشر ونسبة 16.2% في الخامسة والستين من العمر وما فوق.

### تعداد عام 2010
بلغ عدد سكان لوفينغتون 11,009 نسمة بحسب تعداد عام 2010، وبلغ عدد الأسر 3,572 أسرة وعدد العائلات 2,719 عائلة مقيمة في المدينة. في حين سجلت الكثافة السكانية 373.2 نسمة لكل كيلومتر مربع (966.6/ميل2). وبلغ عدد الوحدات السكنية 3,956 وحدة بمتوسط كثافة قدره 134.1 لكل كيلومتر مربع (347.3/ميل2).
وتوزع التركيب العرقي للمدينة بنسبة 66.93% من البيض و2.37% من الأمريكيين الأفارقة و1.48% من الأمريكيين الأصليين و0.40% من الأمريكيين ذوي الأصول الآسيوية و0.04% من سكان جزر المحيط الهادئ و26.15% من الأعراق الأخرى و2.63% من عرقين مختلطين أو أكثر و64.27% من الهسبانيون أو اللاتينيون من أي عرق.
بلغ عدد الأسر 3,572 أسرة كانت نسبة 46.8% منها لديها أطفال تحت سن الثامنة عشر تعيش معهم، وبلغت نسبة الأزواج القاطنين مع بعضهم البعض 54.6% من أصل المجموع الكلي للأسر، ونسبة 14.5% من الأسر كان لديها معيلات من الإناث دون وجود شريك،  بينما كانت نسبة 7% من الأسر لديها معيلون من الذكور دون وجود شريكة وكانت نسبة 23.9% من غير العائلات. تألفت نسبة 21.3% من أصل جميع الأسر من عدة أفراد يعيشون في نفس المنزل ونسبة 9.7% كانت تتألف من شخص يعيش بمفرده يبلغ من العمر 65 عاماً أو أكثر. وبلغ متوسط حجم الأسرة المعيشية 2.99، أما متوسط حجم العائلات فبلغ 3.46.
بلغ العمر الوسطي للسكان 29.9 عاماً. وكانت نسبة 31.7% من القاطنين تحت سن الثامنة عشر، وكانت نسبة 10% بين الثامنة عشر والرابعة والعشرين عاماً، ونسبة 27.9% كانت واقعةً في الفئة العمرية ما بين الخامسة والعشرين والرابعة والأربعين عاماً، ونسبة 19.6% كانت ما بين الخامسة والأربعين والرابعة والستين، ونسبة 10.8% كانت ضمن فئة الخامسة والستين عاماً فما فوق. وتوزع التركيب الجنسي للسكان بنسبة 50% ذكور و50% إناث.

## أعلام
- جيمي فرانكلين
- راي بيري
- روني بلاك